# The Hospital
Pour les articles homonymes, voir L'Hôpital.
The Hospital (白色巨塔 - Bái Sè Jù Tǎ ;) est une série télévisée taïwanaise en 39 épisodes de 60 minutes, créée par Cai Yang Ming d'après le roman éponyme de Hou Yong, et diffusée entre le 15 août 2006 et le 6 octobre 2006 sur China Television (CTV).

## Distribution

### Équipe hospitalière
- Jerry Yan : Su Yi Hua / 蘇怡華
- Leon Dai (戴立忍) : Qiu Qing Cheng / 邱慶成
- Ng Man Tat : Tang Guo Tai/唐國泰
- Janine Chang : Guan Xin / 關欣
- Chang Kuo Chu : Xu Da Ming / 徐大明
- Tang Zhi Ping : Chen Kuan / 陳寬
- Emma Ni (倪雅倫) : Secrétaire Yang
- Qian De Men : Zhao Zhong Ming / 趙仲銘
- Jason Chang : Hao Xiao Gang / 郝孝剛
- Zhang Fu Jian : Huang Kai Yuan / 黃凱元
- Tang Ke Hua (唐克華) : Ming Bin / 明濱
- Renzo Liu : Lai Cheng Xu / 賴成旭
- Linda Liao : Kang Wen Li/康雯麗 (Infirmière en chef du département chirurgie)
- Huang Zong You (黃宗祐) : Docteur Sun / 孫醫師
- Kelly Mi (米凱莉) : Wei Ming Zhu / 魏明珠 (Infirmière en chef de la salle d'opération)

### Familles de l'équipe
- Zhang Kui (張魁) : Chen Ting / 陳庭 (Père de Chen Kuan)
- Shen Shi Hua : Femme de Tang Guo Tai
- Ding Ning (丁寧) : Guan Hua / 關華 (Sœur de Guan Xin)
- Yang Wen Wen (楊文文) : Mei Qian / 美茜 (Femme de Qiu Qing Cheng)
- Josephine Hsu : Xu Cui Feng 徐翠鳳 (Fille de Xu Da Ming)
- Jian Pei En : An Ni / 安妮 (Femme de Chen Kuan)
- Qiu Nai Hua (秋乃華) : Ah Rui / 阿蕊
- Ke Shu Qin (柯淑勤) : Femme de Xu Da Ming

### Journalistes de BTV
- Cheryl Yang : Ma Yi Fen / 馬懿芬
- Yao Dai Wei (姚黛瑋) : Chang Yi Ru / 常憶如

### Patients et autres
- Saya : Liu Xin Ping / 劉心萍 (Fille du directeur)
- Liang Xiu Shen (梁修身) : Directeur Liu
- Deng An Ning (鄧安寧) : Wang Shi Ping / 王世平 (Secrétaire du Directeur)
- Lin Li Yang : Deng Nian Wei / 鄧念瑋 (Mari de Zhu Hui Ying)
- Shen Hai Rong (沈海蓉) : Mère de Zhu Hui Ying
- Xiang Li Wen (向麗雯) : Zhu Hui Ying / 朱慧瑛
- Cai Mi Jie (蔡宓潔) : Zhu Hui Ting / 朱慧婷
- Agnes Monica : Zhang Mei Xin (Le patient de Su Yi Hua)

## Fiche technique
- Générique de début : Ni Shi Wo Wei Yi De Zhi Zhuo (你是我唯一的執著) par Jerry Yan
- Générique de fin : Ceng Jing Tai Nian Qing (曾經太年輕) par Lan You Shi (藍又時)